# マリナ・シェシェニナ
- マリーナ・シェシェーニナ

マリナ・イゴレヴナ・バベシーナ（ロシア語: Марина Игоревна Бабе́шина, ラテン文字転写: Marina Igorevna Babeshina, 女性、1985年6月28日 - ）は、ロシアの元バレーボール選手。エカテリンブルク出身。ポジションはセッター。元ロシア代表。旧姓はシェシェニナ（ロシア語: Шеше́нина, ラテン文字転写: Sheshenina）

## 来歴
2003年、ロシア代表に初選出される。同年のワールドグランプリにて代表デビューした。2004年、19歳で出場したアテネ五輪では正セッターとして活躍し、銀メダル獲得に貢献した。
2006年のワールドグランプリでは銀メダルを、同年11月の世界選手権では金メダルを獲得した。2008年の北京オリンピックは代表チームの主将を務めた。
2010年にバレーボール選手のアレクセイ・バベシンと結婚し、翌年には娘が誕生している。

## 球歴
- オリンピック - 2004年（2位）、2008年（5位）
- 世界選手権 - 2006年（優勝）
- 欧州選手権 - 2003年（5位）、2005年（3位）、2009年（6位）
- ワールドグランプリ - 2003年（2位）、2004年（7位）、2006年（2位）、2009年（2位）

## 所属クラブ
- ウラロチカ・エカテリンブルク（2001-2003年）
- ディナモ・モスクワ（2003-2004年）
- ウラロチカ・エカテリンブルク（2004-2011年）
- ディナモ・カザン（2011-2012年）
- Tioumen（2012-2013年）
- Omitchka Omsk（2013-2015年）
- ウラロチカ・エカテリンブルク（2015-2017年）
- ディナモ・モスクワ（2017-2021年）
- ディナモ・クラスノダール（2021-2022年）